# Torres de la catedral de Valladolid

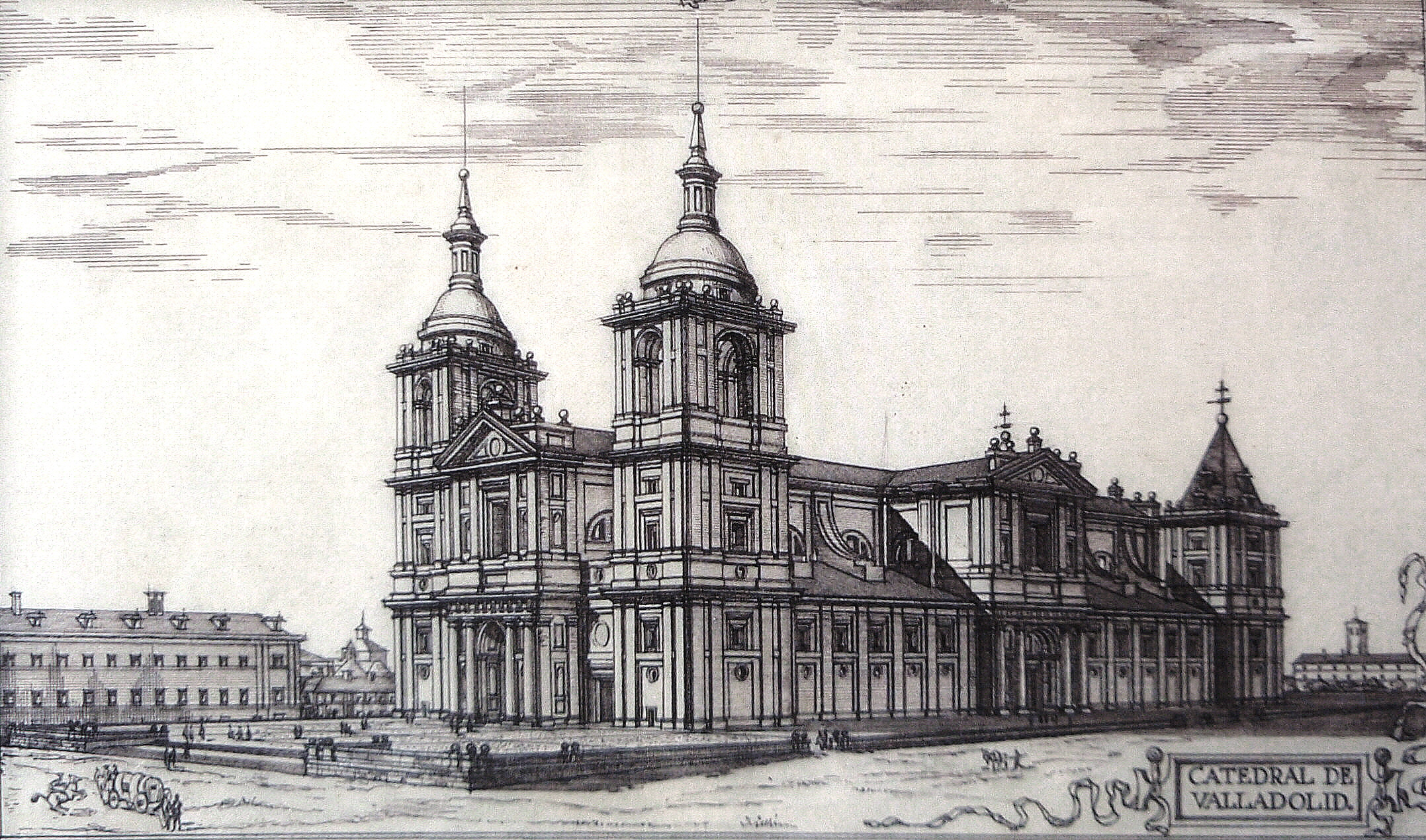
Proyecto ideal de Juan de Herrera para la catedral de Valladolid según Fernando Chueca Goitia. En él se observan dos torres en las esquinas de la fachada de los pies y dos torres más pequeñas en las esquinas de la cabecera.

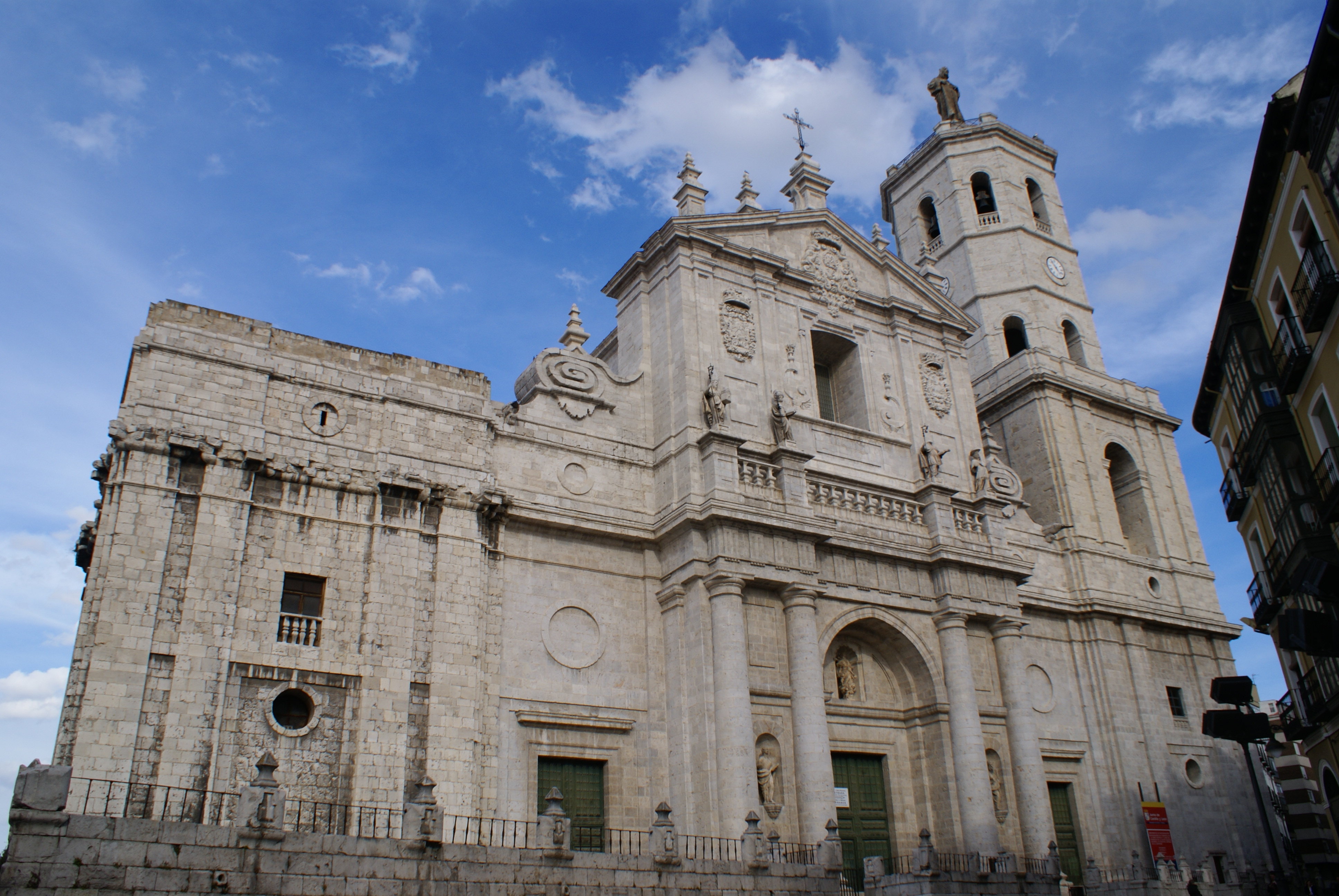
La torre actual tiene 69 metros de altura y es la segunda estructura más alta de la ciudad detrás del Edificio Duque de Lerma (87 metros).

El arquitecto del siglo XVI Juan de Herrera había concebido para la catedral de Nuestra Señora de la Asunción de Valladolid la construcción de cuatro torres, dos en las esquinas de la fachada de los pies y dos más pequeñas en las esquinas de la cabecera. Estas dos últimas nunca llegaron a construirse y de las otras dos se levantó la del oeste en el siglo XVIII y la del este en el siglo XIX. En su alzado, según los planos, las torres constan de tres cuerpos y se rematan en media naranja y linterna. El tercer cuerpo debía servir como campanario.

## Torre del lado del Evangelio

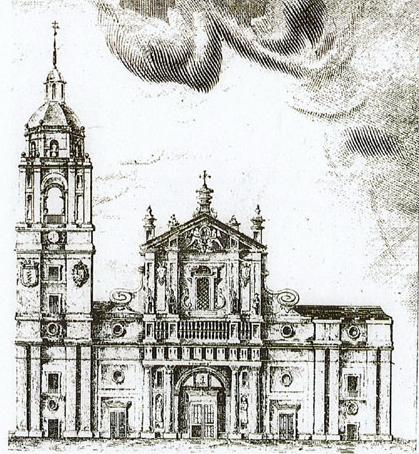
Grabado de Fournier que muestra la fachada de la catedral de Valladolid antes de la caída de la torre en 1841.

Entre 1703 y 1709, siguiendo las trazas de Herrera, aunque no de manera muy fiel, se levantó la torre de poniente. Años más tarde cuando se construyó el segundo cuerpo de la fachada con las trazas de Churriguera, se modificó la torre añadiéndole un cuarto piso ochavado donde se instaló un número superior de campanas al proyectado por Herrera, cerrándolo con cubierta de cascos de sección ojival. Entre el segundo piso y el tercero se instaló un reloj. Dirigió la obra el maestro de cantería Antonio de la Torre. Según aparece en muchas fuentes de la época, la torre tenía unos 270 pies de altura (aproximadamente 75 metros) y era con mucho, el edificio más alto de la ciudad.
A partir de 1726 la torre empezó a presentar problemas y a instancias del arquitecto benedictino fray Pedro Martínez se procedió a hacer una primera reparación. Pero el agrietamiento persistió y de nuevo en 1746 tuvo que ser reparada por el arquitecto fray Antonio de San José Pontones. En 1755 sucedió el terremoto de Lisboa y su estructura sufrió grandes daños. El vallisoletano Ventura Pérez fue testigo de los acontecimientos de ese día. En su libro Diario de Valladolid (página 304) da cuenta de los hechos:

Año de 1755, día de Todos los Santos, primero de Nov, a las diez de la mañana poco más o menos, vino un grande terremoto y temblor de tierra [...] que toda la ciudad bamboleó [...] hasta los más eminentes edificios [...] y torres, como fue la de la Catedral, que del bamboleo que dio sonó el reloj; [...] En la Santa Iglesia, a donde yo me hallé en ese tiempo, toda la iglesia se bamboleó, y todos los canónigos echaron a correr y dejaron la iglesia sola, que no quedamos en ella más que el Ilmo. Sr. D. Isidoro Cosío, obispo de ella, su coadatario, un vecino de esta ciudad [...] y mi persona. [...]

Pasaron unos pocos años hasta que en 1761 hubo que pedir seriamente ayuda al arquitecto Ventura Rodríguez que por aquellos días se encontraba en Valladolid.

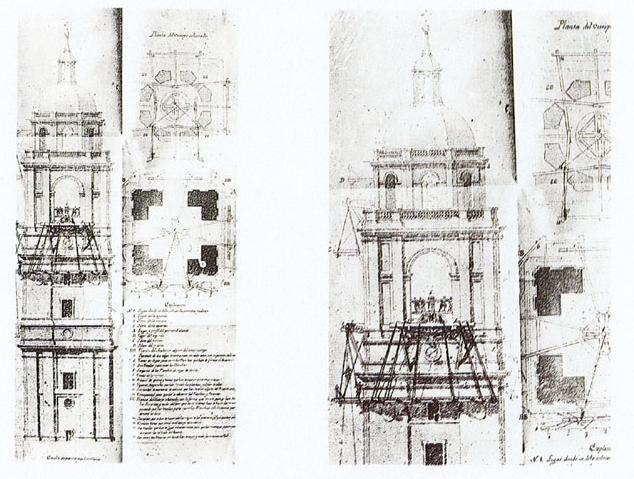
Proyecto de Ventura Rodríguez para asegurar la torre de la catedral de Valladolid. Las obras consistieron en enzunchar la torre con cadenas de hierro.

El arquitecto estudió los desperfectos de la torre y buscó un remedio que duró hasta 1841, en que finalmente se derrumbó parte de la estructura. Las obras consistieron en enzunchar la torre con cuatro cadenas de hierro colocadas a diferentes alturas: la primera sobre el entablamento con el que termina el cuerpo bajo, la segunda en el friso del entablamento que coronaba el segundo cuerpo, la tercera en el friso del entablamento con el que se coronaba el tercer cuerpo y la cuarta, en la parte alta del cuerpo ochavado. Se encargó de fabricar las cadenas en Elorrio el maestro Rafael de Amezua. El maestro cerrajero de Valladolid Francisco Ruiz fue el encargado de colocarlas. Para su colocación, Ventura Rodríguez discurrió el realizar un andamio volante que se descolgaba por medio de unas cuerdas enrolladas a un cabrestante situado en el recinto definido por los cuatro grandes arcos del tercer cuerpo de la torre. Para colocar los dos zunchos más altos, el cabrestante se desmontaría y se colocaría esta vez en la sala de campanas, en el interior del cuerpo ochavado. Todo esto se refleja en el extraordinario plano que levantó el arquitecto de la torre de la catedral. El andamiaje, que permitió colocar los cuatro zunchos de una manera muy económica, fue muy admirado en su época.

### Derrumbamiento de la torre en 1841

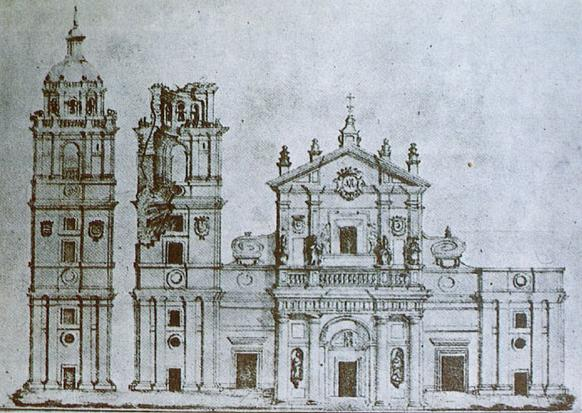
Dibujo de Isidoro Domínguez Díez que muestra el derrumbamiento de la torre de la catedral de Valladolid

El mes de mayo de 1841 había comenzado en Valladolid con muy mal tiempo, con lluvias torrenciales y vientos de mucha fuerza. Durante todo el mes siguió más o menos la lluvia y el viento. El día 31, segundo día de la Pascua de Pentecostés, se celebraron en la catedral los Oficios correspondientes y los vallisoletanos se disponían a ir a la romería del Carmen, según la costumbre. A las 12 de la mañana arreció el temporal de agua, viento y granizo y los ciudadanos tuvieron que ponerse a refugio en sus casas. A las 3 de la tarde cesó la tormenta y la vida volvió a su quehacer diario. Horas después, cerca de las 5 de la tarde Valladolid se vio conmocionada con un ruido terrible y las casas cercanas sintieron una gran trepidación como consecuencia del derrumbe de la torre que se había venido abajo casi por completo, a partir del último cuerpo, el ochavado, donde estaban colocadas las campanas, arrastrando gran parte del tercer y segundo cuerpo, con el reloj incluido. Parte del derrumbe cayó a plomo sobre la fábrica de la catedral, sobre la capilla del Sagrario, destrozando la bóveda, y parte cayó sobre el lado que daba a poniente, cegando momentáneamente el cauce del río Esgueva. En su caída se llevó por delante las bóvedas, vigueteados, escaleras, balaustradas y cornisamientos y el antiguo rollo conocido como el león de la catedral que había sido trasladado desde la plaza de Santa María al atrio de la catedral. Tanto el historiador Matías Sangrador y Vítores como el periodista José Ortega Zapata narraron punto por punto estos acontecimientos. Ortega Zapata lo comentaba así:

[...] fue como si hubiesen disparado muchos cañones a la vez; y la ciudad y las habitaciones de las casas se vieron envueltas en densísima nube de polvo, casi impalpable, pero que asfixiaba [...]

No hubo ningún muerto y sólo dos personas resultaron dañadas: el campanero Juan Martínez y su esposa Valeriana Pérez que tenían su vivienda en la torre en un cuarto junto al campanario. Al campanero le dio tiempo de cobijarse en uno de los vanos del tercer cuerpo que por fortuna no cayó con el derrumbe, pero la campanera cayó junto con los elementos de la torre que la «depositaron» entre escombros en la capilla del Sacramento, protegida por una viga. La mujer pasó 30 horas en aquella posición hasta que fue rescatada; estaba maltrecha y muy golpeada pero con vida.

### Intervención de las autoridades
Las autoridades municipales, civiles, militares y religiosas acudieron sin demora al lugar de los hechos y se reunieron para decidir urgentemente los pasos a seguir. Llegó el alcalde Mariano Campesino, las tropas de guarnición, organizaron grupos de observación para estar alertas a posibles nuevos desprendimientos, otros grupos para el orden público, otros para salvaguardar el resto de la catedral y evitar el pillaje. También fue incluido como ayuda y mano de obra un grupo de presidiarios de los que estaban confinados en las dependencias del monasterio de San Pablo. A continuación llegaron los arquitectos, los maestros de obra y varios albañiles provistos con sus herramientas.
Decidieron trasladar todos los objetos de la iglesia a otras parroquias y el alcalde tomó posesión de las llaves de las puertas para dejarlas bien cerradas y abrirlas solo para que los obreros pudieran entrar y salir en el transcurso de las obras que empezarían muy pronto. El Cabildo catedralicio agradeció a todos su presencia y ayuda y así lo hizo constar en el Libro de Actas:

[...] ofreciendo unos y otros del modo más expresivo y generoso todos sus medios para suabizar (sic) la triste situación en que se hallaba el Cabildo. […]

### Desmantelamiento de las ruinas

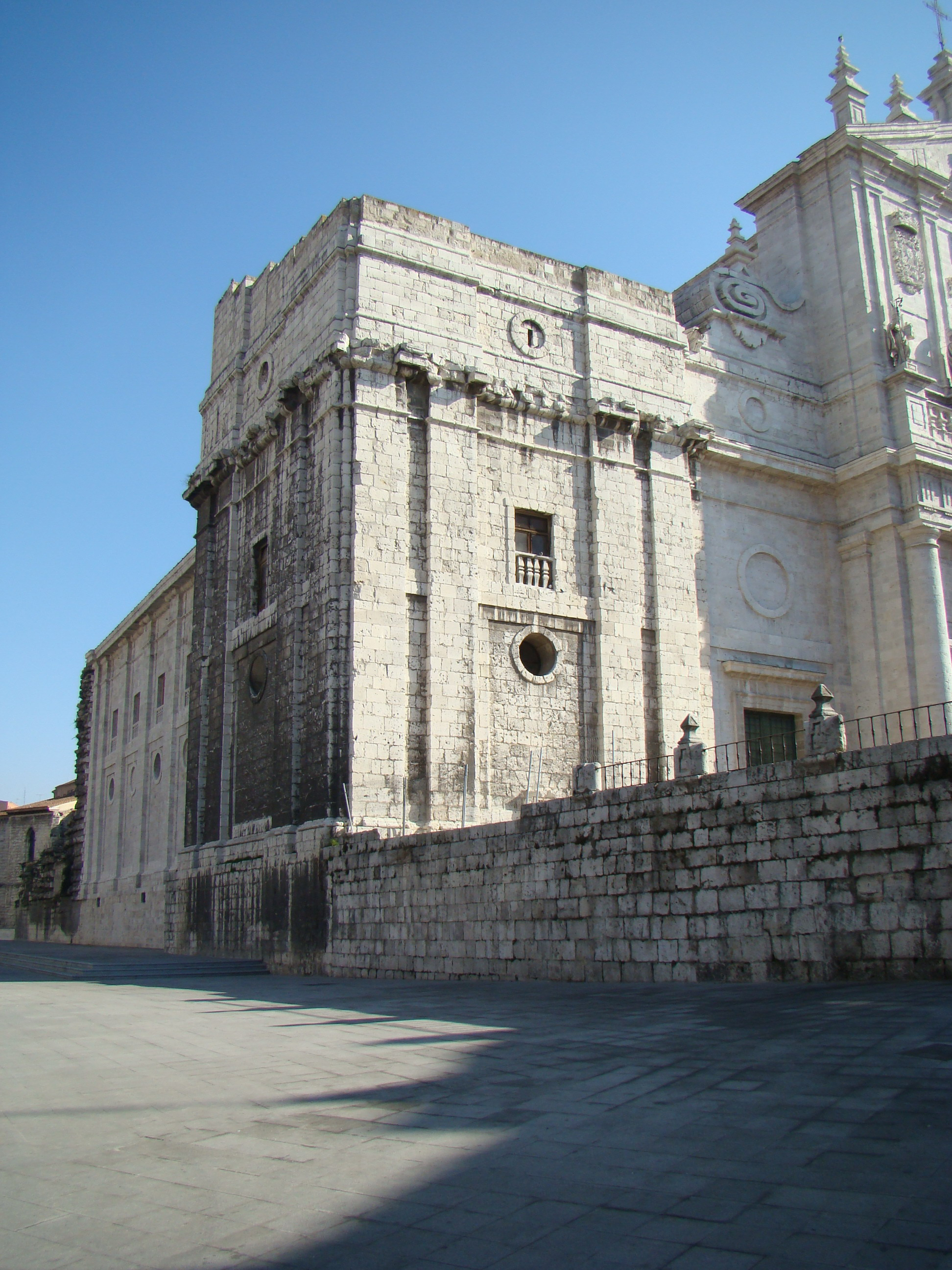
Restos de la torre hundida en 1841 tras el proceso de demolición, con la cornisa destrozada por el efecto de la caída de las piedras.

El informe de los arquitectos a la vista de cómo había quedado la torre fue desalentador. «El estado que presenta la torre es completamente desesperado». El Ayuntamiento tenía prisa por emplear medidas eficaces para evitar daños mayores de futuros desprendimientos de las ruinas que aún quedaban en pie. Se procedió en primer lugar a despejar toda la zona de los escombros caídos y una vez realizado este trabajo y siguiendo los consejos de los profesionales, se tomó la decisión de hacer el desmonte de la parte de la cúpula y del octógono que se mantenía en pie de forma muy insegura. Tanto el Ayuntamiento como el Cabildo se encontraban bastante escasos de fondos pero, además, no era fácil encontrar gente que quisiera hacer un trabajo tan peligroso. Fue entonces cuando se presentó voluntario Francisco González, un presidiario que cumplía condena por homicidio y que presentó un plan para proceder al derribo, con un presupuesto bastante bajo de 10 500 reales y como pago de su trabajo, la exención de su pena; los arquitectos estudiaron y aprobaron el plan que se fue desarrollando con éxito y que concluyó el 14 de agosto de 1841.
Pero las autoridades no se conformaron con el desmonte de lo estrictamente ruinoso considerándolo insuficiente y decidieron que debía continuarse hasta llegar al primer cuerpo de la torre, es decir a la misma altura en que se encontraba la base de la torre de la parte este. Francisco González estuvo de acuerdo en seguir con la obra emprendida, pero esta vez cobrando, ya que había cumplido con lo pactado anteriormente. El Ayuntamiento le entregó 170 000 reales y la demolición continuó hasta la altura en que puede verse en la actualidad. Mientras tanto se iba haciendo muy despacio la labor de despejar los escombros acumulados de nuevo, salvando en lo posible los materiales que pudieran servir. Los compró el Ayuntamiento y se ocupó de su traslado, pero el resto de cascotes y escombro inútil permaneció en el sitio hasta el año 1843. También se fueron abriendo las calles afectadas, para que la ciudad volviera poco a poco a la normalidad.
Así quedó la primera y única torre de la catedral que nunca más fue levantada de nuevo. La catedral se vio sin torre, sin campanas y sin reloj. Las campanas y el reloj eran todo un símbolo y una necesidad para la población que confiaba tanto en unas como en otro, para los acontecimientos religiosos y de otra índole y para la distribución de su tiempo. La torre de la catedral y su reloj se veían desde cualquier punto de Valladolid y esa referencia se había perdido para siempre. Así, la vecina Universidad tuvo que construir una torre propia en 1857 para poder colocar un reloj en ella, pues hasta 1841 se había regido por el reloj catedralicio.

## Torre del lado de la Epístola

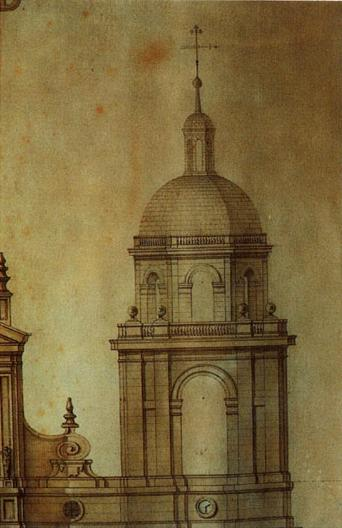
Detalle del plano de 1862, en el que se observa la torre proyectada, semejante a la desaparecida en 1841, pero sin el segundo cuerpo, con lo que era bastante más baja. Al ser llevada a cabo, sería objeto de muchas críticas por su falta de esbeltez, con lo que se tendría que hacer más alta, tal y como hoy se ve.

La segunda torre, la que se conserva, es obra del siglo XIX. Su primer cuerpo, de planta cuadrada, estaba ya edificado en simetría con la torre de poniente.
En 1848 hubo un primer intento de reconstruir la torre perdida, pues el Cabildo pidió al arquitecto Epifanio Martínez de Velasco un estudio sobre el particular. Esto no siguió adelante hasta que en 1861 el Cabildo pidió al arquitecto Vicente Miranda un informe para levantar la torre en el mismo lugar que la anterior. El arquitecto, abrumado por la responsabilidad, pidió la creación de una comisión de arquitectos para ello, lo que se llevó a cabo. Estaba formada por Miranda, Jerónimo Ortiz de Urbina, Segundo Rezola y José Fernández Sierra, bajo la dirección de Antonio Iturralde Montel. Decidieron llevar a cabo una serie de catas en la base de la torre perdida y en la del lado de la Epístola. Un año después, en 1862, firmaban el proyecto. Este trataba de construir ambas torres de la fachada de la Catedral siguiendo la forma de la torre desaparecida (es decir la torre trazada por Herrera más el remate ochavado) pero suprimiendo el segundo cuerpo de la torre, que tenía en los alzados dos ventanas superpuestas. Así, las torres proyectadas eran notablemente más bajas que la desaparecida, pero más económicas. No obstante, el proyecto no se pudo realizar por falta de fondos. En 1878 se decidió construir la torre del lado de la Epístola siguiendo el proyecto de 1862. La dirección recayó en Antonio Iturralde Montel. En 1879 se subastaron las obras y empezaron a agruparse materiales en la Plaza de la Universidad. En 1880 se iniciaron las obras, con gran fuerza. Para subir las piedras, se instalaron dos máquinas de vapor. A finales de año, el cuerpo de base cuadrada con los grandes arcos (el segundo piso) estaba ya a la altura de los arranques de los arcos y se empezaban a montar las cimbras para realizarlos. Sin embargo, la falta de fondos hizo que las obras se pararan poco después. En la primavera de 1884 las obras comenzaron de nuevo. A finales del verano, estaba ya concluido el segundo piso, con sus grandes arcos, hasta la barandilla. Durante el otoño e invierno, se construyó el cuerpo octogonal y se subieron las campanas el 27 de marzo. 

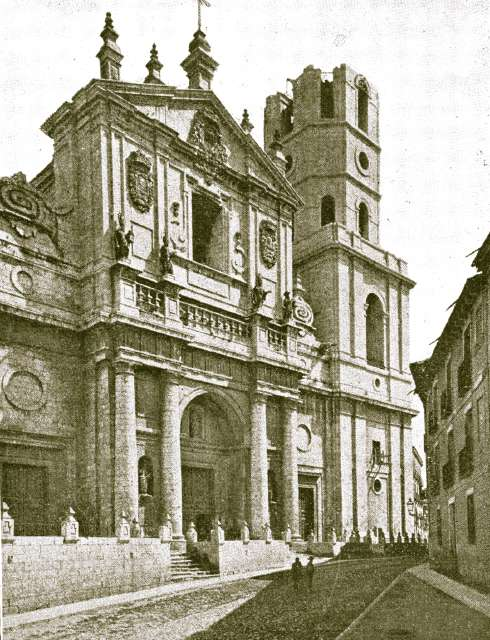
Foto del edificio con la torre en construcción, antes de 1890.

La torre, sin la cúpula de remate ni el cuerpo ochavado finalizado (de los ocho arcos para las campanas solo tenía terminados dos), se inauguró el 4 de abril de 1885, día de Sábado Santo, en la Vigilia Pascual, que antes de 1951 se celebraba el sábado por la mañana en vez de por la noche. El acto comenzó con el toque a Gloria de la campana dedicada a san Miguel Arcángel, que procedía de la antigua torre derrumbada y que se había guardado y conservado. En agosto de este mismo año de 1885 se terminaron los arcos restantes y a las 5 de la tarde del día 11, el arzobispo de Valladolid Benito Sanz y Forés, en otra solemne ceremonia bendijo los arcos concluidos y la colocación de las otras cinco campanas.
Pronto empezaron las críticas por la escasa esbeltez y altura de la torre (es fácil imaginarse el efecto sustrayendo de la torre actual la estatua del sagrado Corazón, cúpula, y el piso del reloj y tercer piso del cuerpo ochavado) y porque las campanas no se oían por ser demasiado baja la torre. Así, Antonio Iturralde se vio obligado a hacerla más alta que lo proyectado en un principio. A principios de 1886 se aprueba el proyecto de reforma de la torre, que añadía sobre lo construido dos pisos más, ochavados, uno con el reloj y otro con una nueva sala de campanas, rematando con cúpula. A principios de la primavera de 1887 se terminaba el cuerpo del reloj y a finales del verano se estaban terminando los arcos del último piso ochavado, la nueva sala de campanas. En ese momento, surgen dudas sobre la estabilidad de la torre, pues Iturralde no había hecho cálculos de pesos ni de resistencia de materiales. Solventados estos problemas, en 1888 se subían las campanas al tercer piso del cuerpo ochavado, donde hoy se siguen encontrando. La torre se remató en 1890 con un tejado de escasa pendiente en lugar de la cúpula proyectada y un pararrayos.

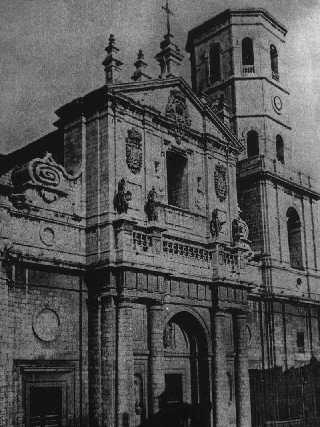
Fachada de la catedral de Valladolid. La fotografía es anterior a 1923 por lo que la torre se encuentra sin la estatua del Sagrado Corazón.

Todavía quedaba por terminar el remate de la balaustrada, la cúpula y una linterna con que debía rematarse el proyecto. La falta de recursos hizo que de momento se cubriera de forma provisional a la espera de su culminación que llegaría años después.

### Fin de las obras
En 1910 se instaló en la torre un reloj de cuatro esferas. En 1923 continuaron las obras para la culminación. Se construyó la cúpula, pero la linterna proyectada fue sustituida por la estatua del Sagrado Corazón, obra del escultor Ramón Núñez y en 1924 con la instalación del pararrayos en la estatua, se dio por finalizada la obra de la construcción de esta torre que se había iniciado en 1880.

### Descripción de la torre
Consta de dos cuerpos de base cuadrada, tres de base octogonal, una cúpula y el remate de una estatua. El material empleado es piedra caliza, excepto la estatua que está fabricada en hormigón y la barandilla de la terraza del segundo cuerpo octogonal que es de hierro. Los dos primeros cuerpos cuadrados son exactos a los que tenía la torre desplomada. El cuerpo bajo tiene dos entradas, una desde el exterior y otra desde el interior de la catedral. El segundo cuerpo tiene cuatro vanos de arco de medio punto y un techo de vigas de madera. En un rincón se inicia la escalera de caracol que conducirá a los cuerpos superiores.
Los tres cuerpos siguientes son de planta ochavada y arrancan desde la terraza del segundo cuerpo que está protegida por una pequeña cerca de piedra. Esta parte se llamó torre de los vientos por estar cada ventana orientada en la dirección de un viento.
El primer cuerpo tiene ocho ventanas con arco de medio punto; desde este espacio era costumbre suspender la matraca en Semana Santa. El segundo custodia las esferas del reloj y el tercero es el destinado a las campanas; sus ocho ventanas tienen antepecho con balaustrada. Este último cuerpo termina con una terraza protegida por una barandilla de hierro. En esta zona se dispuso el altar el 24 de junio de 1923 en el que se dijo la misa de la inauguración. Sobre esta terraza está levantada la cúpula de 10 metros de diámetro y 6 de altura que a su vez soporta la estatua del Sagrado Corazón. Para acceder a esta estatua se construyó una escalera de madera en el interior del cuerpo octogonal, desestimando las propuestas de otros materiales como hormigón o piedra artificial.

### El reloj
En el segundo cuerpo de la parte octogonal se encuentran las cuatro esferas del reloj, esmaltadas y de color blanco. La maquinaria fue construida por la empresa L. Terraillon & J. Petitjean de Morez (Francia) e instalada por el taller de relojería local de Carmen García del Olmo en 1910; está situada en el centro de la torre, de donde parten los cañones que mueven las agujas de las cuatro esferas. El reloj posee sonería de cuartos dobles, medias y horas con repetición. Fue restaurado en 1995.

### Las campanas
A partir del derrumbe de la torre en 1841, los toques de campana se vinieron haciendo en la cercana iglesia parroquial de la Antigua. Cuando en 1885 se hizo una primera inauguración de la torre, se colocó la campana dedicada a san Miguel, como ya se ha dicho. Esta campana pesaba 150 arrobas y llevaba la inscripción:

Laudate Dominum in cimbalis bene sonantibus

Las demás campanas se colocaron cuando se terminaron de hacer los arcos restantes. Fueron bendecidas solemnemente por el obispo Benito Sanz y Forés a las 5 de la tarde del 11 de agosto de 1885. Cada una tenía grabada la imagen del santo a quien estaba dedicada, un crucifijo y una leyenda. En este año la torre estaba todavía sin concluir. En 1888, como se ha dicho, las campanas se subieron al tercer piso del cuerpo ochavado, donde hoy se encuentran. En 1896, aprovechado el metal de las anteriores, se fundieron cinco nuevas campanas por la empresa Delta Español de Bilbao. En 1910 se incorporaron las dos de los cuartos del reloj, realizadas por la misma empresa francesa que este. En 1922 fueron añadidas otras dos campanas, fundidas esta vez por el taller de Eduardo Portilla Linares, de Carabanchel. Otra campana, anepígrafa y de factura industrial, completa el conjunto de bronces de la torre.

### La estatua del Sagrado Corazón

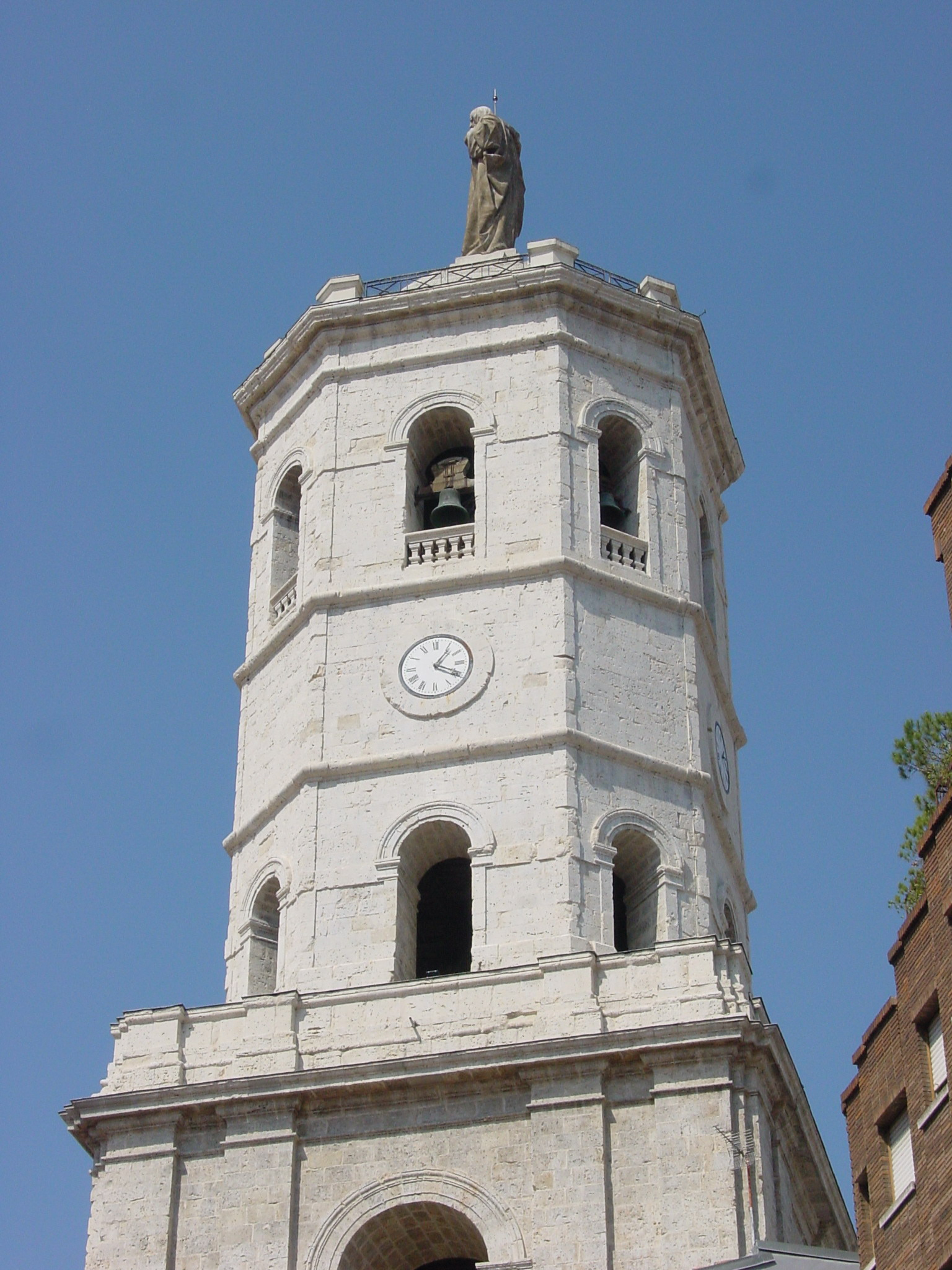
La torre nueva con el Sagrado Corazón en la cúspide

El arzobispo Remigio Gandásegui y Gorrochátegui fue el promotor de la estatua del Sagrado Corazón y de su colocación sobre la cúpula. Por aquellos años la devoción al Sagrado Corazón se había extendido dentro del ámbito católico y en Valladolid contaba con el antecedente del padre Bernardo de Hoyos cuya veneración aumentó en la segunda mitad del siglo XIX. La estatua se pudo hacer gracias a una suscripción pública y su autor fue el escultor Ramón Núñez, natural de Cádiz que llegó a Valladolid en 1911 para cubrir la cátedra de modelado en la Escuela de Bellas Artes. El autor hizo primero un modelo de tamaño natural, en barro y a partir del modelo la estatua de hormigón, hueca y de 10 centímetros de espesor, con una altura de 8 metros. Jesús está representado con túnica ceñida por un cinto y en el pecho tiene el corazón con la corona de espinas. Está colocada sobre un pedestal de metro y medio de alto. En el interior de la cúpula está la armadura de hierro que soporta la escultura; fue construida en los talleres Gabilondo.
El monumento se inauguró el 24 de junio de 1923. El arzobispo dijo misa desde lo alto de la torre en la terraza que estaba cubierta de guirnaldas y flores, a la que asistieron unas 100 000 personas entre las que se distribuyeron 24 000 comuniones. Al año siguiente el electricista Manuel Rodríguez colocó el cable-pararrayos que baja por la parte posterior del monumento y se desliza por la torre hasta llegar a tierra.